# Perfect Dark
Perfect Dark (パーフェクト・ダーク en Japó) és un videojoc d'acció en primera persona per a la consola Nintendo 64, desenvolupat i publicat per Rareware. En Perfect Dark, els jugadors prenen el paper de l'agent Joanna Dark de l'Institut Carrington.
Perfect Dark és descrit sovint com una "seqüela espiritual" de GoldenEye 007, un joc desenvolupat per Rare en 1997. Ja que malgrat no comptar amb la llicència de James Bond, els estils de joc són molt similars, i el motor de joc és una versió millorada. Perfect Dark es va publicar el 22 de maig de 2000, massa vesprada per a l'esperança de vida de la Nintendo 64, i potser per estiga motiu no va tenir el mateix impacte que el seu predecessor a pesar de ser superior en molts aspectes.
Algunes de les millores són la inclusió d'una mode secundari a quasi totes les armes, la possibilitat de saltar d'algunes cartel·les, un sistema d'il·luminació més avançat (que permet que el foc dels tirs il·lumine les habitacions) i la capacitat de desarmar guàrdies o disparar les seues armes fora de les seues mans. La inclusió de simulants controlats per l'ordinador de diferents nivells de dificultat va ser altra millora respecte al seu predecessor. Igual que en GoldenEye, els caps dels enemics són triades aleatòriament en la càrrega del nivell, però ara l'altura dels enemics també canvia.
Les noves millores necessitaven més RAM que GoldenEye, i per a accedir a la major part de les característiques del joc (incloent les "Missions Sol" en mode un jugador) era necessari l'Expansion Pak.
Game Boy Color també titulat Perfect Dark es va publicar el mateix trimestre. Ambdós jocs podien intercanviar informació mitjançant l'ús del Transfer Pak. No obstant això, la versió de Game Boy no guarda moltes semblances amb l'original.
En 2005, Rare va traure Perfect Dark Zero en exclusiva per a Xbox 360.

## Un jugador
En el mode "Missions Solament" existeixen quatre nivells distints de dificultat:
- Agent - és el grau més fàcil, equivalent a Agent en GoldenEye.

- Agent especial - amb dificultat mitjana, equivalent a Secret Agent.

- Agent Perfecte - dificultat alta, equivalent a 007 Agent.

- Foscor Perfecta - dificultat personalitzable, equivalent a 007 Agent. Només s'activa després de superar el joc en mode Agent Perfecte.

A més del mode "Missions Solament" existeix el mode "Co-Operatiu", on dos jugadors poden completar les mateixes missions junts, un com Joanna Dark i altre com Velvet Dark (o un personatge diferent, en cas d'haver-lo desbloquejat). Perfect Dark també va incloure una variació del concepte co-operatiu que en el 2005 encara no s'ha tornat a veure en altres jocs: "Contra-Operatiu". En el mode contra-operatiu, un jugador pren el paper de Joanna Dark mentre l'altre juga com un enemic aleatori (un guàrdia, un soldat, etc.). Joanna ha de completar els seus objectius normalment, mentre els seus enemics han d'intentar eliminar-la abans que ho aconseguisca. Els enemics controlats pel jugador tenen menys vida que Joanna, però a canvi compten amb la capacitat de reencarnar-se mentre queden enemics en el nivell, "saltant" entre cossos d'un manera semblant als Agents de Matrix. A pesar d'aquesta innovació, alguns jugadors es queixen dels problemes d'alentiment que pateix el joc.

## La Història
En l'any 2023, una jove agent secreta de l'Institut Carrington (Joanna Dark) és enviada als laboratoris de la multinacional dataDyne, competència de l'Institut, per a rescatar a un científic cridat Dr. Caroll. Aquest havia posat objeccions a unes accions "moralment dubtoses" en les quals estava ocupada la companyia, i dataDyne estava planejant "reestructurar-lo mentalment" perquè trobara ètic el treball. El Dr. Caroll va contactar amb l'institut perquè li ajudaren a escapar. Quan Joanna assoleix accedir al complex de laboratoris amagat baix del gratacel de dataDyne i troba al Doctor, descobrix que aquest en realitat és una màquina dotada d'intel·ligència artificial. L'endemà passat, mentre Daniel Carrington (fundador de l'Institut) i la IA es troben reunits en la vila privada de Carrington parlant sobre el que la IA sap, la vila és atacada per tropes de dataDyne. Carrington és pres com a ostatge i el Dr. Caroll és retornat a les mans de dataDyne.
Després de rescatar a Daniel, Joanna viatja a Chicago, on grava una reunió entre Cassandra de Vries (directora de dataDyne), Trent Easton (director de l'Agència Nacional de Seguretat) i un escandinau que es fa cridar Mr. Blonde. Planegen reemplaçar al President dels Estats Units per un clon. Joanna també recupera la "matriu emocional" de la IA, encara que el maquinari del Dr. Caroll està en una ubicació més segura. Encara que preocupat per açò, Carrington envia a Joanna a l'Àrea 51, on diversos membres de la raça Maian han estat capturats (els Maian són els típics extraterrestres grisos). Aquest descobriment causa un menut xoc a Joanna. És llavors quan troba a el Protector Un dels Ambaixadors Maian en la Terra, que es diu a si mateix Elvis. Jonathan, altre agent de Carrington, els ajuda a escapar de les instal·lacions.
En aquest punt del joc, els jugadors poden decidir si Jonathan sobreviu de la fugida o no. Una nau espacial Maian amagada en un hangar és massa estreta per a dur més de dues passatgers. Un dels agents (Joanna o Jonathan) haurà d'utilitzar una aeromoto per a escapar, però això comporta un gran risc. Si el jugador es va en la nau Maian, Jonathan no tindrà èxit en la seua fugida. No obstant això, el jugador pot triar escapar amb l'aeromoto, salvant la vida a Jonathan en canvi d'una dificultat major.
Després de la missió en l'Àrea 51, Joanna descobreix que dataDyne ha fet un tracte amb els Skedar, una bel·ligerant raça de guerrers extraterrestres, enemics declarats dels Maian. Els Skedar donaran a dataDyne tecnologia suficient com per a convertir-se en la primera empresa armamentística del planeta. A canvi, dataDyne ha de construir una entitat dotada de IA amb habilitats lingüístiques i capacitat per a desxifrar contrasenyes (el Dr. Caroll). Els Skedar planegen accedir a una antiga nau biònica submergida en l'oceà Pacífic que compta amb una arma poderosa. A causa de la profunditat d'aquesta nau, dataDyne decideix que seria necessari el Pelagic II, un vaixell submarí d'investigació a alta profunditat. El Pelagic II és propietat de la Marina Americana, pel que es fa necessària una aprovació del President per al seu ús. Amb l'ajuda de Easton, planegen assassinar-li i reemplaçar-li amb el clon abans esmentat.
Joanna ha de protegir el president, de les tropes de Trent Easton, així com de diversos agents Skedar disfressats d'humans (més concretament d'escandinaus rossos). Se li assigna la tasca d'infiltrar-se en una base aèria en Alaska i en el Air Force One, on el President espera abans de volar a una important reunió en Oslo, Noruega. Disfressada d'hostessa, s'acosta al President i li mostra un enregistrament de la reunió de Chicago. Moments després, una nau Skedar s'uneix a l'avió i comença un tiroteig. Joanna escorta al President a una càpsula de fugida, i usa un explosiu per a destruir el tub que fa d'unió amb la nau. El tub resulta solament danyat, i al fallar les armes de la seua nau, Elvis es veu forçat a usar la seua nau per a seccionar el tub, causant l'aterratge d'emergència de totes les màquines implicades.
Perduda a la meitat d'Alaska, Joanna es recupera al costat del lloc de l'impacte de l'avió i descobrix que la zona està plagada de sequaços de Trent i agents Skedar. Troba la càpsula d'escape del President i activa un senyal de ràdio per a demanar ajuda. Llavors Joanna es desfà del clon i de la nau Skedar, que estava emetent un inhibidor de senyal. Després, Joanna estàlvia al president i li duu amb Elvis, que havia aterrat en altre lloc. Entones resisteixen fins que arriba l'ajuda. Mentrestant, Mr. Blonde li diu a Trent que ja no li necessita pel seu fracàs, li revela la seua veritable forma i li assassina.
En un moviment desesperat, dataDyne i els Skedar prenen el Pelagic II per la força abans que el President puga tornar i ordenar assegurar la nau. Elvis i Joanna prenen el control de la nau, però els Skedar aconsegueixen accedir a la nau biònica. Després de lluitar contra les defenses de dataDyne, els Skedar i la mateixa nau, troben a la IA. Està desxifrant codis perquè els Skedar puguen prendre el control de la poderosa arma de la nau, capaç de destruir la forces nuclears que mantenen units els àtoms. Els Skedar planegen provar l'arma en la Terra, una vegada que hagen abandonat el planeta, deixant-la convertida en un núvol de pols. Joanna substitueix la matriu emocional, i el Dr. Caroll amb la seua personalitat restaurada, en lloc de donar accés als Skedar, inicia la seqüència d'autodestrucció de la nau, sabent que morirà en el procés.
En venjança per la incompetència de De Vries, Mr. Blonde ataca les oficines de dataDyne. Col·loca una bomba, captura a De Vries i la hi duu a una nau d'atac fora de l'atmosfera, on es veurà sotmesa a la justícia Skedar. La bomba destrueix el gratacel, els laboratoris subterranis i qualsevol rastre del contacte dels Skedar amb la corporació.
Pocs dies després, Joanna i Daniel Carrington es preparen per a una primera reunió formal de contacte amb el President i els Maian en la Casa Blanca. Carrington revela que l'Institut es va fundar amb el propòsit secret d'accelerar un contacte amistós entre les dues races. Quan estan a punt d'eixir, les forces dels Skedar i dataDyne ataquen i prenen ostatges. Joanna (i Jonathan, si va sobreviure en Àrea 51) lluiten amb els atacants, alliberant als ostatges i destruint informació sensible abans que caiga en mans enemigues. Joanna desactiva una bomba, però és capturada, i duta a la mateixa cel·la que Cassandra en la nau de batalla Skedar.
Cassandra, en ser una dona major sense un entrenament de combat, sap que no podrà venjar-se personalment dels Skedar. Sacrifica la seua vida com distracció per a permetre escapar a Joanna (i aconseguir la seua venjança després de morir). Joanna desactiva els escuts de la nau, i es troba amb un grup de Maian, incloent a Elvis. Junts prenen el control de la nau, i Elvis descobreix que la nau es dirigeix al planeta més sagrat de la religió Skedar. La localització del planeta mai havia estat descoberta pels Maian. Aquests havien lluitat contra els Skedar durant segles, i havien assolit una treva, però encara havien de romandre en guàrdia a causa de freqüents activitats terroristes Skedar. Destruint el temple i acabant amb el summe sacerdot assolirien minar la moral dels Skedar i arribaria una veritable pau.
Elvis alerta a la flota Maian, i Joanna descendeix al temple, on haver de marcar parts d'una antic sistema d'escut, perquè Elvis puga bombardejar-los i assolir que la flota puga causar un dany màxim. Després, Joanna elimina al sacerdot. El bombardeig Maian comença, i amb prou feines Joanna escapa amb vida; Elvis demana un alto el foc per a trobar a Joanna. Aquesta està atrapada sota uns enderrocs, esforçant-se a escapar. Elvis va traure-la quan ella li demana la seua pistola. Joanna l'usa per a convèncer a l'últim guerrer Skedar que solte el seu peu. Ambdós escapen i la moral Skedar queda destruïda.

### Organitzacions
- Institut Carrington (Carrington Institute): Públicament és una organització dedicada a la investigació i desenvolupament. Secretament, és una agència d'espionatge. Encara més secretament, la 'nova' tecnologia que distribueixen està basada sovint en tecnologia Maian, amb la intenció d'accelerar el primer contacte amistós entre les races Humana i Maian.

- dataDyne: L'empresa armamentística líder en el món.

### Races extraterrestres
- Els Maian: Alienígenes grisos. Són molt més baixos que els humans, extremadament intel·ligents, viuen centenars d'anys i són amistosos. Han supervisat a la humanitat durant centenars d'anys i consideren que té un gran potencial.

- Els Skedar: Una raça agressiva. En la seua autèntica forma són menuts i tenen aspecte de serps, però es mouen en armadures bio-mecàniques. Els seus agents en la Terra usen dispositius hologràfics i moduladors de veu per a donar-los aspecte i veu humans. Estan en guerra amb els Maian des del segle xvii.

### Personatges
- Joanna Dark: L'agent més recent de l'Institut Carrington. El seu nom en clau Perfect Dark ve dels seus perfectes resultats en els entrenaments de combat.

- Daniel Carrington: Fundador de l'Institut Carrington. Va contactar en secret amb una nau Maian en 1985, i va començar a introduir tecnologia Maian en el mercat a través de les seues campanyes d'I+D

- Elvis: Extraterrestre de la raça maian. Ambaixador maian en la terra

- Jonathan Dark: Experimentat agent de l'Institut. La primera vegada que s'apareix en el joc és un agent encobert com guarda de seguretat en l'Àrea 51. Malgrat el seu cognom, no guarda parentiu amb Joanna, com es dona a conèixer en el joc Perfect Dark Zero 'Dark' és simplement parteix del nom en clau.

- Cassandra de Vries: Directora de dataDyne. Desitja poder sobretot, i farà qualsevol cosa per a aconseguir el que desitja.

- Trent Easton: Cap de l'ANS. Sovint conspira amb Cassandra. Com ella, té un fort desig de poder, però no tan fort com ella.

- Mr. Blonde: Un home alt i enigmàtic d'aparença escandinava amb una veu profunda. En realitat és un guerrer Skedar disfressat.

- Dr.Caroll: Un ens d'intel·ligència artificial contingut en un aparell flotant de la grandària d'un computador portàtil. Va Ser dissenyat per *dataDyne per a tasques de llenguatge i desxifrat i té una veu "educada". Es va adonar dels possibles resultats dels plans de dataDyne, i va expressar la seua preocupació. dataDyne va planejar eliminar la seua personalitat, però abans d'aconseguir-lo, aquest va contactar amb l'Institut Carrington amb el pseudònim de Dr. Caroll, començant els esdeveniments del joc. Es va sacrificar per a assegurar la destrucció de l'arma Cetan.

## Multijugador
El Simulador de combat té sis modes de joc (cridats escenaris). Els modes de joc (Baralla!) normals són:
- Combat - Igual que el tradicional deathmatch.

- Mantingues el Maletí - Arreplega un maletí i intenta sobreviure amb ell el temps que siga possible. Reps un punt cada 30 segons que passes amb el maletí. Si altre jugador et mata, perds el maletí i el qual et va matar podrà arreplegar-lo.

- Central Intrús: En algun lloc del nivell es pot trobar un "Connector de Dades". L'objectiu de Central Intrús és arreplegar el connector de dades i usar-lo per a hackejar un computador que també es troba en el nivell. El connector de dades apareix en una posició aleatòria si el jugador que ho duu mor. Mentre s'intenta hackejar el computador, el jugador no pot usar armes, pel que es converteix en un blanc fàcil.

- Tu la duus: Un jugador és "la víctima". Tots els altres jugadors obtenen dos punts per matar a la víctima. La víctima guanya un punt per cada minut que sobreviu.

Els modes de joc per equips (Treball d'Equip) són:
- Captura el Maletí - L'equivalent a Capture the Flag (captura la bandera).

- Rei del Pujol - Una zona del mapa és el pujol. Troba aqueixa zona i roman dins 20 segons per a rebre 2 punts. Si un jugador d'altre equip aquesta dins del pujol, el comptador del temps no avança. Després d'obtenir els punts, el pujol es mou a altra zona.

A mesura que se superen els "desafiaments", es desbloquegen nous nivells i armes. Els desafiaments són un bon començament per a aprendre els modes de joc i les armes multijugador. Hi ha un total de 30 desafiaments.
Hi ha diverses millores respecte al mode multijugador de GoldenEye. Quasi totes les armes de Missions Solament estan disponibles, amb excepció de les armes de GoldenEye i la pistola Psicosi. Les armes es poden combinar lliurement o triar un dels ajustaments prefixats. Algunes característiques, com "Morts d'1 Tir" abans eren modes de joc i no podien combinar-se entre si. Unes altres, com "Sense Radar" o "Moviment Ràpid" eren trucs i havien de ser desbloquejats en la mode d'un jugador. En Perfect Dark, aquestes són opcions que poden ser activades i desactivades, permetent una experiència de joc molt més personalitzable.
Els jugadors poden tenir perfils multijugador independents de les seues partides d'un jugador, i són actualitzats després de cada partida. Basant-se en certes estadístiques, el jugador pot augmentar de rang. Quan el jugador arriba a el millor rang, Perfecte, rep un nom d'usuari i una contrasenya (veure Curiositats).